# Pyrinia bertularia
Pyrinia bertularia là một loài bướm đêm trong họ Geometridae.